# Seznam belgijskih astronavtov
Seznam belgijskih astronavtov.

## D
- Frank De Winne

## F
- Dirk Frimout